# Richard C. Hawkins
Richard C. Hawkins (* 1922 in Waco, Texas; † 29. Januar 2015 in Los Angeles, Kalifornien) war ein US-amerikanischer Filmproduzent, Filmregisseur, Filmemacher und emeritierter Professor der UCLA School für Theater, Film und Fernsehen, der 1981 für einen Oscar nominiert war.

## Biografie
Hawkins, der im texanischen Waco geboren wurde, besuchte die Baylor University, an der sein Vater 55 Jahre lang Deutsch unterrichtete. Nachdem Richard C. Hawkins als stellvertretender Flughafenmanager für Pan American Airways in Kolumbien in der Panamakanalzone gearbeitet hatte, wurde er 1943 eingezogen. Er studierte Chinesisch an der University of Chicago und diente im Office of Strategic Services, wo er Guerillaoperationen gegen japanische Streitkräfte organisierte und chinesische Generäle in Englisch unterrichtete.
Nach seiner Entlassung aus dem Militärdienst 1946 fand Hawkins Arbeit bei den neu gegründeten Vereinten Nationen. Dort übersetzte er gleichzeitig auch Chinesisch ins Spanische. Sein Sohn Marlowe Hood, der als Journalist bei der in Paris ansässigen Agence France-Presse arbeitete, schrieb später, dass sein Vater ihm gesagt habe, dass er die Dolmetscherkabine jeden Tag schweißgebadet verlassen habe.
Der Filmabteilung der Theaterkunstabteilung der UCLA trat Hawkins 1953 bei. Im selben Jahr war er als Co-Autor und Co-Regisseur an Claimed, einem Experiment zur Bearbeitung dramatischer stereoskopischer Filme in Farbe und Ton beteiligt, wo gemäß einem Artikel im Quarterly of Film Radio and Television die Geschichte des stereoskopischen Bewegtbildes nachempfunden wird.
Hawkins produzierte abendfüllende ethnografische Filme, darunter zwei über die Betreuung von Vorschulkindern in China und über den Nuer-Stamm aus dem Südsudan und dem Westen Äthiopiens, die nach Kenia geflohen waren. Zu den Kurzfilmen, die er während seiner 38-jährigen Karriere an der UCLA schrieb und bei denen er auch Regie führe, gehörten unter anderem Bird Hunt und The Woodcutter’s Willful Wife. Der Dokumentar-Kurzfilm Luther Metke at 94, den er gemeinsam mit Jorge Preloran produzierte, wurde 1981 für einen Oscar in der Kategorie „Bester Dokumentar-Kurzfilm“ nominiert. Der Film porträtiert Luther Metke, einen 94 Jahre alten Veteranen des Spanisch-Amerikanischen Kriegs von 1898. Der Oscar ging jedoch an Roland Hallé und Peter W. Ladue und deren Film Karl Hess: Toward Liberty, der das Leben des US-amerikanischen Autors, Philosophen und politischen Aktivisten Karl Hess beschreibt.
Nachdem Hawkins sich von der UCLA zurückgezogen hatte, entwarf er einen kostengünstigen Stromgenerator, der auf einer speziellen Anwendung von Solar- und Windtechnologie basierte. In Zusammenarbeit mit einem chinesischen Partner, Shao Pingbo, und mehreren Softwareexperten entwarf und produzierte Hawkins außerdem einen Prototyp eines kostengünstigen Wahlgerätes.
Richard C. Hawkins starb nach einem Schlaganfall im Alter von 92 Jahren in Los Angeles. Er hinterließ seinen Sohn Marlowe Hood. Seine Frau Shirley, mit der 39 Jahre lang verheiratet war, starb im Mai 2002.

## Auszeichnung (Auswahl)
Oscarverleihung 1981: Oscarnominierung für und mit dem Film Luther Metke at 94 in der Kategorie „Bester Dokumentar-Kurzfilm“